# Labirynt Śmierci (gra)
Labirynt Śmierci (ang. Citadel of Blood) – gra planszowa wydana w 1980 roku przez firmę SPI (Simulations Publications Inc.), której autorem jest Eric Lee Smith. W Polsce grę wydała w 1984 roku, bez praw licencyjnych, firma Encore.
Jest to krótka (90-120 min.) i prosta gra przygodowa (z elementami RPG), której akcja zlokalizowana jest w tytułowym labiryncie. Gracze (1-6 osób) wcielają się w drużynę bohaterów (trzech bohaterów i trzech uczniów), posiadających specyficzne umiejętności, którzy współpracują ze sobą poszukując w labiryncie celu gry – czarnych wrót i ich zniszczenia.
Interesującą innowacją gry jest plansza, która jest losowana z dużego zestawu żetonów przedstawiających poszczególne elementy planszy (komnaty i korytarze) oraz znaleziska (przedmioty, przejścia na inne poziomy). Gracz lub gracze, poruszający drużyną, za każdym razem przy ruchu dobierają pasujący do już istniejącego układu kolejny żeton planszy, tworząc z każdą nową rozgrywką inny układ labiryntu, niekiedy znacznie różnicujący trudność gry poprzez schodzenie na niższe, trudniejsze, poziomy labiryntu.